# Socialismo gandhiano
O socialismo gandhiano é o ramo do socialismo baseado na interpretação nacionalista das teorias do líder político e religioso indiano Mahatma Gandhi. Geralmente, é centrado no livro Hind Swaraj, de autoria de Gandhi.
A federação do poder político e econômico e a relutância tradicionalista em relação à modernização da tecnologia e à industrialização em larga escala são as principais características do socialismo gandhiano. Ao mesmo tempo, enfatiza a autonomia e a autoconfiança.
A ideia do socialismo gandhiano foi adotada por vários movimentos religiosos e políticos na Índia. Atal Bihari Vajpayee e outros líderes do Partido do Povo Indiano (BJP) afirmam tê-lo incorporado como um dos conceitos do partido. Na década de 1980, em sua base, foi formulada a filosofia do humanismo integral. Em 1985, o humanismo integral foi escolhido como a doutrina oficial do BJP.

## Etimologia
A ideologia do socialismo de Gandhi está enraizada na obra de Gandhi intitulada Swaraj and India of My Dreams, na qual ele descreve uma sociedade indiana sem ricos ou pobres, sem luta de classes, onde há uma distribuição igualitária dos recursos e autossuficiência econômica sem qualquer exploração e violência. Assim, o socialismo de Gandhi diferia do socialismo ocidental porque este acreditava no progresso material, enquanto Gandhi considerava todos materialmente iguais. Como estadista indiano Jawahar Lal Nehru coloca em sua biografia: "ele suspeita também do socialismo, e mais particularmente do marxismo, por causa de sua associação com a violência". Ele acreditava que seu estilo de socialismo vinha das fortes crenças que mantinha na não-violência e não daquelas adotadas em qualquer livro. Muitos especialistas observaram que, semelhante a outras escolas de socialismo, o conceito de socialismo de Gandhi era resultado de considerações éticas, mas não tinha nada a ver com a consciência de classe professada pelo socialismo ocidental. Havia também um aspecto religioso do socialismo de Gandhi. Sobre a compreensão da filosofia socialista de Gandhi, o biógrafo francês Romain Rolland observou: "Deve-se perceber que sua doutrina é como um enorme edifício composto de dois andares ou graus diferentes. Abaixo está a base sólida, o fundamento básico da religião. Sobre este vasto e inabalável fundamento se baseia a campanha política e social".

## Filosofia econômica
Os aspectos principais das políticas econômicas do socialismo gandhiano são baseados na ética. Segundo Gandhi: "A economia que fere o bem-estar moral de um ser humano ou de uma nação é imoral e, portanto, pecaminosa". Assim, o socialismo gandhiano se baseia na justiça socioeconômica, promovendo a igualdade para todos. Evoluindo a partir dessa ideologia, os componentes econômicos do socialismo gandhiano estão centrados em torno de Swaraj, resultantes da completa independência econômica. Isso é alcançado por meio da autossuficiência e da resiliência, onde cada um recebe uma parte adequada de seu trabalho. Portanto, o socialismo gandhiano defende uma sociedade sem classes econômicas, o que Gandhi denominou como Sarvodaya. Um exemplo deste conceito pode ser visto na implementação do Panchayat Raj na Índia. Em 1938, durante a formulação de um plano econômico para a Índia pós-independente, observou-se que o planejamento em uma Índia democrática deveria basear-se não apenas na elevação do padrão de vida copiando um modelo socialista, economicamente liberal ou fascista, mas deve ser focado nas raízes da nação indiana e seus problemas.